# Magadiite
La magadiite è un minerale.